# Chuck Hicks
Pour les articles homonymes, voir Hicks.
Chuck Hicks (né le 26 décembre 1927 à Stockton, en Californie et mort le 4 mai 2021 à Las Vegas) est un acteur américain.

## Filmographie
- 1952 : La Collégienne en folie (She's Working Her Way Through College) de H. Bruce Humberstone : Football Player
- 1952 : Francis Goes to West Point
- 1952 : The Rose Bowl Story de William Beaudine : Fowler
- 1953 : Les hommes préfèrent les blondes,  (Gentlemen Prefer Blondes) : Boxer
- 1954 : La Grande Nuit de Casanova (Casanova's Big Night) : Assistant headsman
- 1955 : Le Cri de la victoire (Battle Cry) : Marine in Hospital
- 1955 : La Fureur de vivre (Rebel Without a Cause) de Nicholas Ray : Ambulance attendant
- 1956 : Le Tour du monde en 80 jours (Around the World in Eighty Days) de Michael Anderson : Extra
- 1956 : The Girl He Left Behind
- 1957 : La Femme modèle (Designing Woman) : Galatos
- 1957 : Gunfire at Indian Gap (en) : Deputy
- 1958 : Onionhead de Norman Taurog : Bit Role
- 1958 : La Dernière Fanfare (The Last Hurrah) de John Ford : Fighter
- 1959 : Up Periscope de Gordon Douglas : Sailor
- 1959 : Les Incorruptibles (série télévisée),  L'Histoire de Bugs Moran
- 1960 : Les Aventuriers (Ice Palace) de Vincent Sherman : Doughboy
- 1960 : Le Buisson ardent (The Bramble Bush)
- 1961 : A Fever in the Blood
- 1962 : Les Maraudeurs attaquent (Merrill's Marauders) de Samuel Fuller : Cpl. Doskis
- 1962 : L'enfer est pour les héros (Hell Is for Heroes) : Soldier
- 1962 : Black Gold de Leslie H. Martinson
- 1962 : Le Jour du vin et des roses (Days of Wine and Roses)
- 1963 : Shock Corridor : Tough attendant
- 1964 : Les Sept Voleurs de Chicago (Robin and the 7 Hoods) : Factory worker
- 1964 : Kisses for My President : Senator
- 1966 : Matt Helm, agent très spécial (The Silencers) : Armed Man
- 1966 : Toute la ville est coupable (Johnny Reno) : Bellows
- 1967 : Le Point de non-retour (Point Blank) : Guard
- 1967 : Luke la main froide (Cool Hand Luke) de Stuart Rosenberg : Chief
- 1968 : Que faisiez-vous quand les lumières se sont éteintes ? (Where Were You When the Lights Went Out ?)
- 1968 : L'Étrangleur de Boston (The Boston Strangler) : Cop
- 1968 : Le crime, c'est notre business (The Split) : Physical Instructor
- 1970 : Traître sur commande (The Molly Maguires) : policier
- 1970 : Femmes sauvages (Wild Women) téléfilm de Don Taylor : Caporal Hearn
- 1971 : Rio Verde (Something Big) : Cpl. James
- 1971 : Escape (TV) : Carter
- 1971 : L'Inspecteur Harry (Dirty Harry) : Flower Vendor
- 1972 : Le Chien des Baskerville (The Hound of the Baskervilles) (TV) : Seldon
- 1972 : Melinda : Cop
- 1973 : L'Exécuteur noir (Slaughter's Big Rip-Off) de Gordon Douglas : Lyle Parker
- 1975 : Le Bagarreur (Hard Times) : Speed's hitter
- 1976 : L'inspecteur ne renonce jamais (The Enforcer) : Huey
- 1978 : Folie Folie (Movie Movie) : Hood #3
- 1978 : Doux, dur et dingue (Every Which Way But Loose) : Trucker
- 1980 : Cheaper to Keep Her : Abe
- 1980 : L'Impossible témoin (Hide in Plain Sight) : Frankie Irish
- 1980 : Top of the Hill (TV) : Chuck
- 1980 : Beyond Evil : Hospital Attendant
- 1980 : Bronco Billy : Cowboy at Bar
- 1980 : La Bible ne fait pas le moine (In God We Tru$t) : Paddywagon Driver
- 1980 : Pleasure Palace (TV) : Dietrich
- 1981 : Deux filles au tapis (...All the Marbles) : Thug
- 1982 : Dar l'Invincible (The Beastmaster) : Boatman
- 1983 : La Petite Maison dans la prairie (The House on the Prairie) (Série TV) saison 9, épisode 9 (Les bâtisseurs d'empire (The Empire Builders) ) : Big Arnie
- 1984 : Johnny le dangereux (Johnny Dangerously) : Governor
- 1986 : George Washington II: The Forging of a Nation (TV)
- 1986 : Native Son : White Man #4
- 1987 : Programmed to Kill : Cig. Guard
- 1988 : Everybody's All-American : Bigot
- 1989 : The Assassin : Ed ONeil
- 1989 : Indio d'Antonio Margheriti
- 1990 : Dick Tracy : The Brow
- 1992 : L'Agent double 00 (The Double 0 Kid) : Sam Wynberg
- 1992 : Sweet Justice : Rivas Goon
- 1993 : Jack Reed: Badge of Honor (TV) : Sgt. Hunter
- 1994 : L'Ennemi est parmi nous (The Enemy Within) (TV) : Bowman
- 1997 : Screen Kill (vidéo) : Mark
- 1998 : Hard Time (TV) : Guard
- 2001 : Route 666 : Prison Guard #1
- 2002 : Le Cercle (The Ring) : Ferry Worker
- 2006 : Hood of Horror de Stacy Title : Tex Sr.